# Eric Fagúndez
Antonio Eric Fagúndez Lima (Vergara, 19 agosto 1998) è un ciclista su strada uruguaiano che corre per il team Burgos-Burpellet-BH. È diventato il primo ciclista dell'Uruguay ad aver mai corso un Grande Giro (alla Vuelta a España 2023) dopo Fabricio Ferrari.

## Palmarès

### Strada
- 2018 (Dilettanti, una vittoria)

Campionati uruguaiani, Prova a cronometro Under-23
- 2022 (Aluminios Cortizo, due vittorie)

2ª tappa Vuelta a Segovia (Segovia > Segovia)
Classifica generale Vuelta a Zamora
- 2023 (Burgos-BH, una vittoria)

Campionati uruguaiani, Prova a cronometro Elite
- 2024 (Burgos-BH, due vittorie)

2ª tappa Tour of Qinghai Lake (Duoba > Huzhu)
8ª tappa Tour of Qinghai Lake (Menuyan > Menuyan)

#### Altri successi
- 2023 (Burgos-BH)

1ª tappa GP Beiras e Serra da Estrela (Seia > Gouveia, cronosquadre)

### Gravel
- 2024

Epica Gravel

## Piazzamenti

### Grandi Giri
- Vuelta a España

2023: 129º

### Competizioni mondiali
- Campionati del mondo

Fiandre 2021 - In linea Elite: ritirato
Glasgow 2023 - In linea Elite: ritirato
Zurigo 2024 - In linea Elite: 81º
- Giochi olimpici

Parigi 2024 - In linea: 55º